# マンソリー・スタローン
マンソリー・スタローン (Mansory Stallone) は、ドイツの自動車チューニングメーカーであるマンソリー社が、フェラーリ・599GTBフィオラノをベースに開発した自動車である。
フェラーリ・458イタリアをベースにしたマンソリー・シラクーサと同様、ボディをカーボンFRPで構成することにより軽量化されている。インテリアにはレザーが用いられている。概観上は主にフロントのエアインテークが大きく変更され、インタークーラーへの空気の導入を高効率化している。フロントおよびリアに追加された部品によりダウンフォースをより強く発生させる。